# Рекке, Фёдор Фёдорович
Барон Генрих Фридрих Вильгельм фон дер (Федор Федорович) Рекке (25.1.1794, имение Георгенгоф, герцогство Курляндское и Семигальское — 27.2.1859, имение Ямайкен Газенпотского обергауптманства Курляндской губ.), гвардии поручик в отставке. Участник Освободительной войны (1813 г).

## Биография
Происходил из баронского рода, принадлежавшего к древнему прибалтийскому дворянству и 17.10.1620 г. внесенного в матрикул курляндского дворянства. Племянник Рекке Ивана Фёдоровича.
С 1810 г. по 1813 г. обучался в Гейдельберге.

## Военная служба
В 1813 г. выехал в Саксонию, чтобы вступить в русскую армию. На службу поступил 10.11.1813 г. юнкером в Лейб-гвардии Кирасирский (с 22 августа 1831 г. — Его Величества) полк.
В 1813 г. вместе с полком был в Саксонии во владениях Веймарском, Вазбурском, Баварском, Емнском, Дормштатском и в Швейцарии.
В 1814 г. переправился за реку Рейн во Францию, участвовал в сражениях: 25 января — под г. Бриенн-ле-Шато, 11 марта — при г. Арси-сюр-Обе, 13 марта — при г. Фер-Шампенуазе. Юнкер Лейб-Кирасирского полка барон фон дер Рек за отличие в сражении под г. Фер-Шампенуаз во время заграничных походов русской армии 1813—1814 гг. был награждён знаком отличия Военного ордена Св. Георгия № 21661 (Георгиевским крестом).
18 марта 1814 года принимал участие во взятии г. Парижа. А потом — с 21 мая по 29 августа — в обратном следовании через те же владения и Пруссию к российской границе.
12 января 1814 г. произведен в корнеты.
25 января 1816 г. уволен от службы поручиком.

## После службы
Являлся владельцем имений Шмуккен (Туккумского обергауптманства), Салленен и Ямайкен (Газенпотского обергауптманства).

## Награды
- Знак отличия Военного ордена Св. Георгия № 21661 (за сражение под Фер-Шампенуазом)
- Медаль «За взятие Парижа».

## Семья
Был женат (брак заключен 21.10.1819 г. в Митаве) на Вильгельмине Рикман (29.5.1802 — 25.11.1889), дочери ротмистра Германа Иоганна Рикмана и Иоганны фон дер Остен-Сакен из дома Певикен.
У них было многочисленное потомство.

## Интересный факт
Георгиевский крест был оценен в 200 000 рублей и продан на аукционе «Награды России» в 2010 году. Представленный крест происходит из собрания известного коллекционера Е. С. Молло. Описание лота:

Знак отличия Военного ордена Св. Георгия без степени № 21661. Российская Империя, 1820-е — 1830-е гг. Неизвестная мастерская. Без клейм. Серебро, 11,69 г. Размеры 35,3×31,2 мм. Сохранность почти отличная.